# نظام حماية نشط

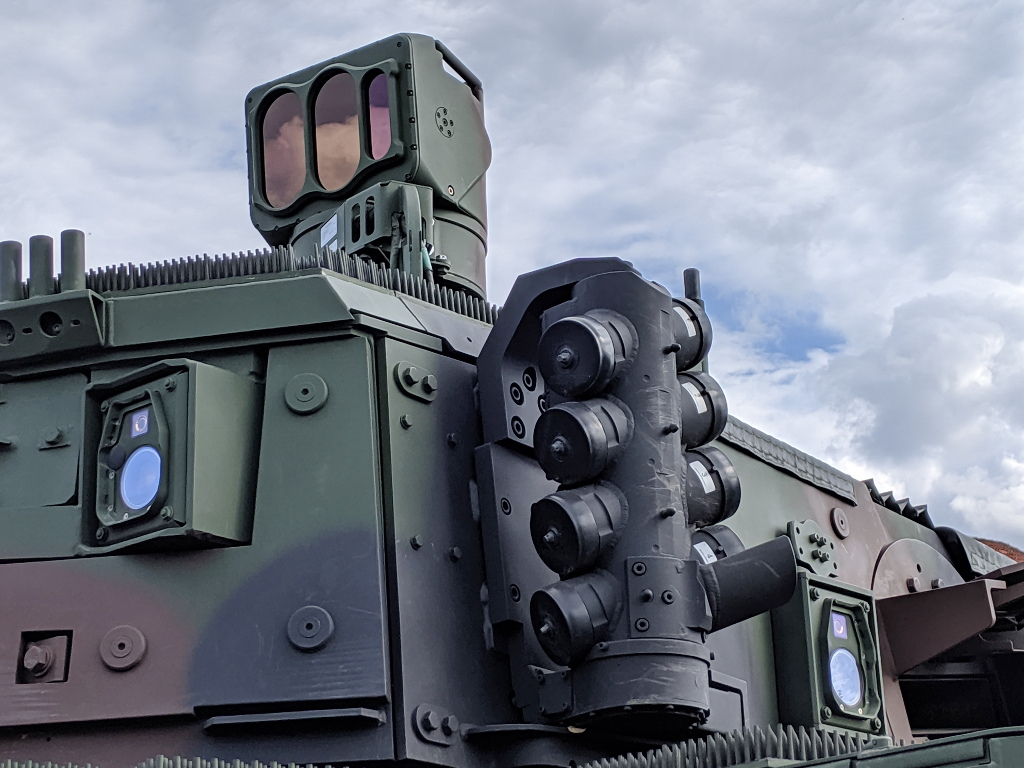
نظام الحماية النشط MUSS المستخدم في المركبات القتالية SPz Puma.

نظام الحماية النشط (بالإنجليزية: Active protection system - APS) هو نظام مصمم لمنع الصواريخ أو المقذوفات المضادة للدبابات الموجهة من الوصول أو تدمير الهدف.
تُعتبر التدابير المضادة الإلكترونية التي تُغيِّر التوقيعات الكهرومغناطيسية أو الصوتية أو غيرها للهدف، وبالتالي تقلل أو تمنع عملية التعقب والاستشعار للهدف.
التدابير المضادة التي تُخفي المركبة عن تهديد الصواريخ الموجهة القادمة أو تعطل توجيهها تُسمى تدابير الحماية الناعمة. (Soft-kill)

التدابير المضادة التي تقوم بضرب المقذوفة القادمة لإتلافها أو تدميرها وبالتالي الحد من قدرتها على اختراق الدروع تُسمى تدابير الحماية الصلبة. (Hard-kill)

رسم توضيحي لمبدأ نظام الحماية النشط، نوع الحماية الصلبة. حيث يقوم رادار نظام الحماية النشط بإستشعار أي مقذوفة أو صاروخ تتجه للدبابة ويقوم على إثرها بتفعيل نظام الحماية الصلب، بإطلاق مقذوفة مُضادة تنشطِر في وجه الصاروخ القادم وتدمره قبل وصوله للهدف.
1. صوامع الذخيرة الواقية.
2. الرادار.
3. الذخيرة الواقية أثناء تفعيلها (إنفجارها).
4. الصاروخ الموجه المضاد للدبابات القادم.
5. نطاق التتبع الرداري.

### أمثلة على أنظمة الحماية النشطة (بلد المنشأ)
- نظام حماية Akkor النشط  (تركيا)
- نظام الحماية النشط GL5 (الصين)
- نظام الحماية النشطة AMAP-ADS (ألمانيا)
- نظام الحماية النشطة الساحة (روسيا)
- نظام الحماية النشط دروزد (روسيا)
- الستار الحديدي نظام الحماية النشطة (الولايات المتحدة)
- نظام الحماية الفعالة بقبضة حديدية (إسرائيل)
- نظام الحماية النشطة LEDS (السويد / جنوب إفريقيا)
- نظام كويك كيل للحماية النشطة (الولايات المتحدة)
- نظام حماية الكأس النشط (إسرائيل)
- نظام الحماية النشط Zaslon (أوكرانيا)
- سراب نظام الحماية النشطة (سوريا)

## روابط خارجية
- الوصول في 11 يناير 2011. أنظمة الحماية النشطة: دروع منبثقة أو قابلية تعزيز محسنة؟ — نظرة عامة على أنظمة الحماية النشطة الحديثة للدبابات (PDF)
- نظرة عامة على أنظمة الحماية النشطة - تحديث الدفاع
- Soft Kill Active Protection نظرة عامة على أنظمة الدفاع - تحديث الدفاع